# سپتامبر
سپتامبر (به انگلیسی: September) نهمین ماه سال میلادی در گاهشماری گریگوری و ژولینی است، همچنین یکی از چهار ماه گاهشمار گریگوری است که ۳۰ روز دارد.
سپتامبر در نیم‌کرهٔ شمالی از نظر فصلی برابر با مارس در نیم‌کرهٔ جنوبی است. نخستین روز سپتامبر در نیم‌کرهٔ شمالی آغازگر پاییز و در نیم‌کرهٔ جنوبی آغازگر بهار است. سپتامبر در همان روزی از هفته آغاز می‌شود دسامبر در سال‌های معمولی آغاز می‌گردد همچنین هیچ ماهی نیست که در همان روزی از هفته تمام شود که سپتامبر تمام می‌شود.
عبارت septem در زبان لاتین به معنی هفت است. در حقیقت تا سال ۴۶ پیش از میلاد، سپتامبر هفتمین ماه گاه‌شمار رومی بود زیرا سپتامبر همزمان با هفتمین ماه از تقویم خورشیدی(مهرماه) است و رومی‌ها تقویم خود را براساس تقویم خورشیدی ساخته بودند، تا آنکه نخستین ماه سال از  Kalendas Martius یا مارس به Kalendas Januarius ژانویه تغییر پیدا کرد. سپتامبر در گاه‌شمار ستاره‌شناسی، که با مارس (March/Mars/Aries) آغاز می‌شود، ششمین ماه سال است.

## رویدادهای سپتامبر
- ٨: مرگ الیزابت دوم در بالمورال
- ۱۱: حمله به برج‌های دوقلوی تجارت جهانی در نیویورک.
- ۱۴: مرگ ایرنه پاپاس؛ بازیگر
- ۲۷: مرگ رضاشاه در ژوهانسبورگ
- ۲۸: درگذشت الیا کازان کارگردان شاهکارهایی مانند اتوبوسی به نام هوس.
- مرگ توپاک شکور
- آخرین محاکمه آرمان عبدالعالی ؛دوست ، قاتل و عامل جنایت قتل غزاله شکور در دادگاه[۴]